# Jelsarem's Rod
Jelsarem's Rod（ジェルサレムズ・ロッド）は、1989年頃から1991年3月まで大阪のライブハウスで活動していた日本のバンド。hydeがL'Arc〜en〜Cielに加入する直前まで在籍していたバンドである。

## メンバー
- HIDE（ヒデ：ボーカル）※L'Arc〜en〜Ciel在籍時の1992年初頭まではこの表記を用いていた。詳しくはhydeの記事を参照。
- フク（不明：ギター）
- ジュン（後に“蒼”の名で活動）：ベース）
- PERO（ペロ：ドラム）・・・hydeと共にL'Arc〜en〜Cielに加入する。その後脱退し、L'Arc〜en〜Cielの元ギタリストhiroと「Ange∞Graie（その後バンド名を「FEED」、さらに「Flame」と改名）」を結成。

## 楽曲リスト(判別が不可能なので1991年1月21日のライブの曲順を元に掲載)
hydeによると全ての楽曲の作詞・作曲は自身で行っていたようである。
- Moon Seduction（通称「愛しき血(地)」。後にL'Arc〜en〜Cielに引き継がれ、1992年6月12日のライブまで計12回演奏された。）
- Blue Moon（後にL'Arc〜en〜Cielに引き継がれた。）
- With Silence（後にL'Arc〜en〜Cielに引き継がれ、1994年のツアー「ノスタルジーの予感」4月3日の渋谷公会堂公演まで計19回演奏された。）
- 上記以外に、タイトル不明曲が4曲確認されている。

## ライブ(判明している範囲内)
- 1990.12.28 - 大阪YANTA鹿鳴館
- 1991.01.21 - 心斎橋バハマ
- 1991.02.04 - 大阪パンセホール
- 1991.03.07 - 梅田バナナホール（ラストライブ）

## 備考
- Jelsarem's Rodのデモテープとして出回っているものは1991年1月21日のライブを編集しているものなので、実際には存在しない。
- Moon Seductionの通称「愛しき血(地)」とは正式タイトルを知らなかったファンが勝手に名づけたもので、歌詞中に「愛しき血」（もしくは「愛しき地」）があったのが由来である。